# Ione (Califórnia)
Ione é uma cidade localizada no estado americano da Califórnia, no condado de Amador. Foi incorporada em 23 de março de 1953.

## Geografia
De acordo com o United States Census Bureau, a cidade tem uma área de 12,4 km², onde 12,3 km² estão cobertos por terra e 0,1 km² por água.

## Demografia
Segundo o censo nacional de 2010, a sua população é de 7 918 habitantes e sua densidade populacional é de 642,26 hab/km². É a cidade mais populosa e mais densamente povoada do condado de Amador. Possui 1 635 residências, que resulta em uma densidade de 132,62 residências/km².

## Lista de marcos
A relação a seguir lista as entradas do Registro Nacional de Lugares Históricos em Ione.
- Five Mile Drive-Sutter Creek Bridge
- Ione City Centenary Church
- Preston Castle
- Scully Ranch
- C.W. Swain House
- George and Eliza Withington House